# Sharat Chandra Chattopadhyay

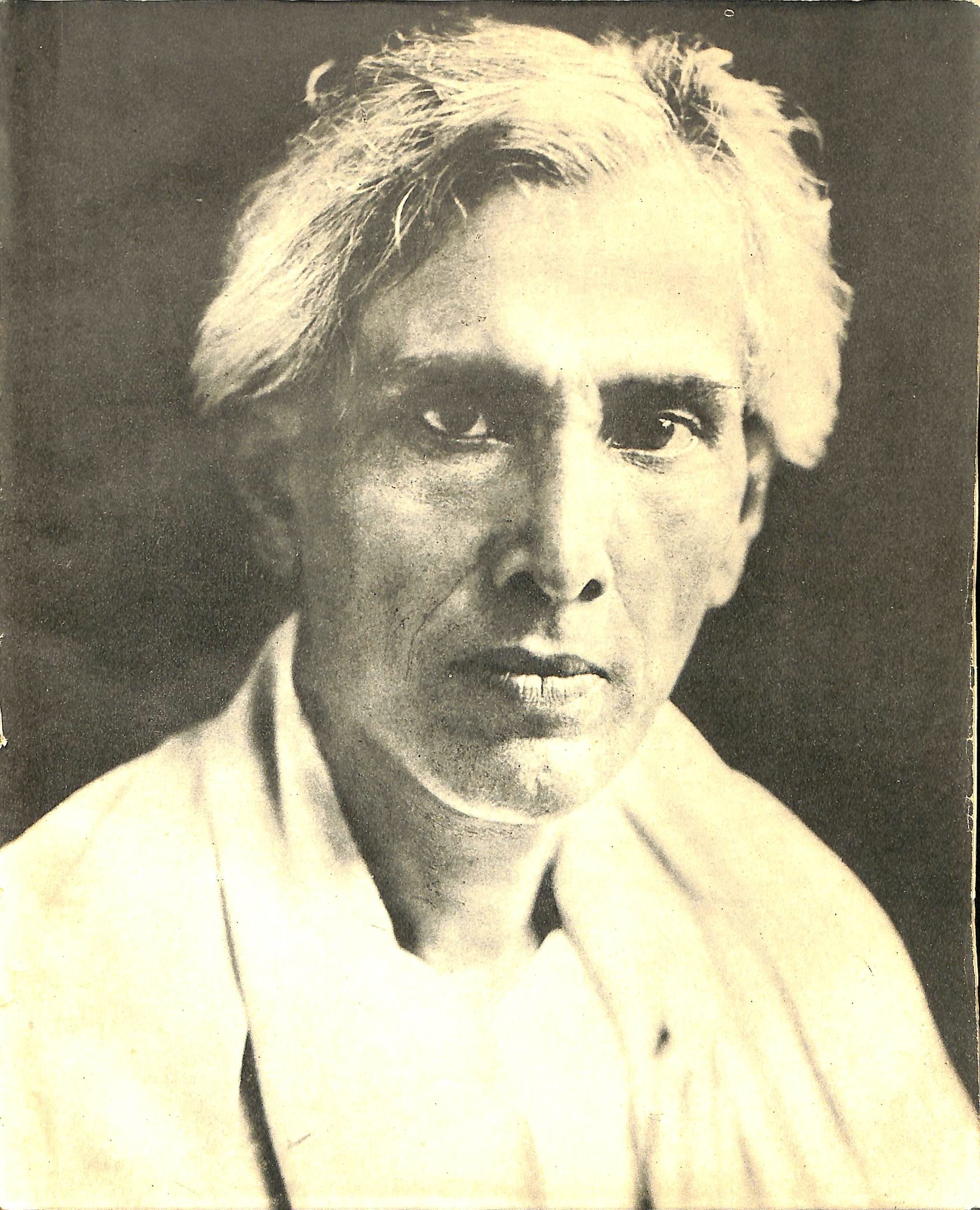
Foto de Sharat Chandra Chattopadhyay

Sharat Chandra Chattopadhyay, también conocido como Sharat Chandra Chatterjee (Devanandapur, Hooghly, 15 de septiembre de 1876 - Calcuta, 16 de enero de 1938); novelista indio en lengua bengalí. Su obra retrata la sociedad bengalí de su época, criticando las supersticiones, los abusos de poder y la opresión social.

## Obra destacada
- Parineeta / Parineeta (1914)
- Baradidi (1907)
- Bindur Chhele (1913)
- Biraj Bou (1914)
- Ramer Shumoti (1914)
- Palli Shomaj (1916)
- Arakhsanya (1916)
- Devdas (1917) (escrita en 1901)
- Choritrohin (1917)
- Srikanto (4 partes: 1917, 1918, 1927, 1933)
- Datta (1917-19)
- Grihodaho (1919)
- Dena Paona (1923)
- Pother Dabi (1926)
- Ses Prasna (1931)